# Positively 4th Street
«Positively 4th Street» es una canción del músico estadounidense Bob Dylan, compuesta en 1965 y publicada como sencillo aquel mismo año, alcanzando la posición #7 en las listas estadounidenses y el #8 en las del Reino Unido. La revista Rolling Stone clasificó la canción en la posición 203 de las 500 mejores canciones de todos los tiempos.
La canción fue publicada posteriormente en los álbumes recopilatorios Bob Dylan's Greatest Hits, Biograph y The Essential Bob Dylan. También fue usada por el director Todd Haynes en su biopic sobre Dylan, I'm Not There (2007).

## Versiones
- Johnny Rivers fue probablemente el primero en versionar la canción, cerrando con ella su álbum Realization en 1968.
- Los Beatles la grabaron durante las sesiones de Let It Be.
- The Byrds en (Untitled) (1970).
- X y Steve Wynn han cantado la canción en sus directos.
- ANTiSEEN en su LP Noise for the Sake of Noise (1989).
- Lucinda Williams en el álbum recopilatorio en directo In Their Own Words, Vol. 1 (1994).
- Charly García en su álbum Estaba en llamas cuando me acosté (1995)
- Stereophonics en su EP Pick a Part That's New (1999).
- Violent Femmes en su álbum Freak Magnet (2000).
- Simply Red en su álbum Home (2003).
- Larry Norman grabó una versión de la canción (con una letra ligeramente diferente a la original) eb Rock, Scissors et Papier (2003).
- Bryan Ferry en su álbum Dylanesque (2007).
- La banda de Jerry Garcia tocó la canción en múltiples de sus actuaciones en directo.